# Tearii Te Moana Alpha
 (octobre 2020).
Si vous disposez d'ouvrages ou d'articles de référence ou si vous connaissez des sites web de qualité traitant du thème abordé ici, merci de compléter l'article en donnant les références utiles à sa vérifiabilité et en les liant à la section « Notes et références ».
Tearii Te Moana Alpha, né le 5 décembre 1971, est un homme politique de Polynésie française.

## Biographie
Tearii Alpha est maire de la commune Teva I Uta et ministre de l’Économie verte et du domaine, chargé des mines et de la recherche dans le gouvernement d'Édouard Fritch puis Vice-président de la Polynésie française le 17 septembre 2020 remplacé Teva Rohfritsch candidat aux élections sénatoriales en 2020.

## Vice-présidence de la Polynésie française
Tearii Alpha a déjà occupé le poste de vice-président du pays en mars 2011, sous la gouvernance de Gaston Tong Sang, remplaçant Édouard Fritch.
Le 17 septembre 2020, le président Édouard Fritch le nomme vice-président de la Polynésie française afin de remplacer Teva Rohfritsch.
Le 4 novembre 2021, Tearii Alpha n'est plus vice-président de la Polynésie française, il est remplacé à la suite de la non-conformité de son schéma vaccinal par Jean-Christophe Bouissou.
Le 2 juin 2022, à la suite de « l'affaire du mariage » le tribunal condamne Tearii Alpha à cinq amendes de 80 000 Fcfp contre les 6 initialement requises.

## Maire de la commune deTeva I Uta
Tearii Alpha est le maire de la commune de Teva I Uta depuis 2014. Il est réélu maire en 2020.

## Présidence de la Communauté de communes du sud de Tahiti
Le 12 février 2021, Tearii Alpha est élu président de la communauté de communes du sud de Tahiti.